# Икс-окс (игра)
Икс-окс је игра за два играча која се игра на папиру на пољу 3x3 квадрата. Играчи наизменично постављају своје знакове (један користи иксеве, други кружиће) у слободна поља. Циљ игре је спојити три знака водоравно, усправно или дијагонално.